# Koos Bronsgeest
Jacobus Petrus (Koos) Bronsgeest (Den Haag, 21 augustus 1886 – aldaar, 20 juli 1964) was een Nederlands bariton.
Hij was zoon van expediteur Dirk Bronsgeest en Helena Cornelia Thijssens. Hij was een broer van de veel bekendere zanger Cornelis Bronsgeest, ook broer Hendrik Bronsgeest was zanger. Hijzelf trouwde met de Duitse Elfriede Luise Nagel. 
Hij kreeg zijn opleiding van Arnold Spoel aan het Haags conservatorium en even later bij Richard Schulz-Dornburg te Keulen en Raatz Brockman en Maximilian Moris Berlijn. Hij werd vervolgens concert-, oratorium- en operazanger. Zijn Nederlandse debuut vond plaats rond 1910. Gedurende zijn Berlijnse periode bediende hij zich van de naam Hans (Bronsgeest)-Thyssens. Zo liet hij zich in 1927 onder die naam begeleiden door Theo van der Pas. Begin van de jaren dertig liet hij die naam weer los en trad weer op onder de naam Koos Bronsgeest. Zijn loopbaan liep door tot beginjaren vijftig, toen hij een Russische ochtend bezorgde met Hugo van Dalen, zijn stem was volgende de recensent toen tanende. Dit werd ook al in 1947 geconstateerd tijdens opera-uitvoeringen in het Haags Gemeentemuseum onder leiding van Dirk Jacobus Balfoort.